# رجل نوفمبر
رجل نوفمبر (بالإنجليزية: The November Man)‏ هو فيلم تجسس وإثارة أمريكي 2014 مستوحى من رواية ليس هناك جواسيس من تأليف بيل جرانجر. الفيلم من إخراج روجر دونالدسون وسيناريو مايكل فينش ووكال جودساك. رجل نوفمبر من بطولة بيرس بروسنان ولوك بريسي وأولجا كوريلنكو.
القصة تتبع عميل ميداني سابق في المخابرات الأمريكية يرجع إلى الواجه يرمز له «رجل نوفمبر» في مهمة شخصية ومميتة. صدر الفيلم في 27 أغسطس، 2014 بالولايات المتحدة وفي 28 أغسطس في الشرق الأوسط.
استقبل الفيلم بمراجعات سلبية من النقاد.

## وصلات خارجية
- رجل نوفمبر على موقع IMDb (الإنجليزية)
- رجل نوفمبر على موقع ميتاكريتيك (الإنجليزية)
- رجل نوفمبر على موقع روتن توميتوز (الإنجليزية)
- رجل نوفمبر على موقع نتفليكس (الإنجليزية)
- رجل نوفمبر على موقع قاعدة بيانات الأفلام العربية
- رجل نوفمبر على موقع ألو سيني (الفرنسية)
- رجل نوفمبر على موقع أول موفي (الإنجليزية)
- رجل نوفمبر على موقع بوكس أوفيس موجو (الإنجليزية)
- رجل نوفمبر على موقع فيلمافينيتي (الإسبانية)
- رجل نوفمبر على موقع قاعدة بيانات الأفلام السويدية (السويدية)